# 英東体育場
英東体育場(えいとうたいいくじょう、簡体字中国語: 英东体育场、英: Ying Tung Stadium)は、中華人民共和国の広州市にある多目的スタジアムである。

## 概要
香港の実業家霍英東がスタジアム建設に際して資金提供などの助力を行ったためこの名称がついた。収容人数は14,818人、総敷地面積は3.85万平方メートル。主にサッカーの試合に用いられ、中国FAカップなどにおいて会場の1つとして使用されることがある。隣には英東体育館が隣接している。
1991年には、第1回FIFA女子ワールドカップの会場として使用された。2001年2月11日には、サッカー中国女子代表とアメリカ女子代表の親善試合が行われた。また、2010年には、広州アジア大会において、サッカー競技の会場となった。

## 交通アクセス
広州地下鉄3号線の市橋駅より徒歩約10分。